# Amaurobius phaeacus
Amaurobius phaeacus är en spindelart som beskrevs av Thaler och Knoflach 1998. Amaurobius phaeacus ingår i släktet Amaurobius och familjen mörkerspindlar.
Artens utbredningsområde är Grekland. Inga underarter finns listade i Catalogue of Life.